# 安德莉亞·阿魯提
安德莉亞·阿魯提（西班牙語：Andrea Arruti，1998年7月1日—2020年1月3日），墨西哥女性配音員，曾為不少知名角色配音，最為人所知就是《魔雪奇緣》的Elsa與電競遊戲《英雄联盟》的妮可。2020年1月3日因呼吸系統併發症（哮喘）逝世，得年21歲。